# Prorhinia
Prorhinia is een geslacht van vlinders van de familie spanners (Geometridae), uit de onderfamilie Ennominae.

## Soorten
- P. pallidaria Moore, 1881
- P. pingasoides Warren, 1893